# 朝比奈一男
朝比奈 一男（あさひな かずお、1908年（明治41年）12月2日 - 1986年（昭和61年）10月23日）は日本の内科医、生理学者。元東邦大学医学部長、生理学第一講座初代教授。東邦大学名誉教授。日本で初めて脳波を記録した。旧名倭男。東京府東京市小石川区白山御殿町（現・東京都文京区白山）出身。

## 経歴
1934年（昭和9年)、名古屋医科大学卒業。第一内科入局（勝沼精蔵）。勝沼とともに訪独。1937年（昭和12年）10月、医学博士を授与される。1938年（昭和13年）6月、哈爾浜医科大学助教授（内科）。1941年（昭和16年）7月、名古屋帝国大学助教授（航空医学研究所・第一航空医学 勝沼精蔵）。1945年（昭和20年）12月（環境医学研究所・第4部門職業性疾患学方面 勝沼精蔵）。1949年（昭和24年）4月、東邦医科大学教授（生理学）。1950年（昭和25年）4月、東邦大学教授（第一生理）。1964年（昭和39年）3月、同医学部長（ - 1967年（昭和42年）3月まで）。1969年（昭和44年）6月、学長代行（ - 1970年（昭和45年7月まで）。1974年（昭和49年）3月、定年退職。同年4月より中京大学体育学部教授（- 1985年（昭和60年）3月まで）。1980年（昭和55年）11月、勲三等瑞宝章を受章。
訪独時、アロイス・コルンミュラー教授に脳波を学び、帰国後、日本で初めて脳波を記録した。東邦大学在職中、日本学術会議南極特別委員会委員として南極観測の推進、また基礎生理学研究所設立委員会委員として同研究所設立に尽力した。

## 著書

### 単著
- 『なぜ疲れるのでしょう』 1948
- 『疲労生理学』 1955
- 『病態生理学 上』 1955
- 『病態生理学 下』 1956
- 『病態生理学』 1961
- 『ねむりの生理学』 中外医学社 1965.7
- 『日本人の体力と健康』社会保険新報社 1979.1
- 『運動とからだ: 教養としての運動生理学』 大修館書店 1981.12

### 共著
- 『疲労』 勝沼精蔵、朝比奈一男 厚生科学叢刊第10 創元社 1948.1
- 『臨床生理学 臨床症状の病態生理』朝比奈一男、祖父江逸郎、阿部正和 共著 協同医書出版 1959
- 『現代保健体育学大系 7 運動生理学』 朝比奈一男、中川功哉 1969.2
- 『スポーツの科学的指導Ⅰ バレーボール』朝比奈一男、松平康隆、吉原一男、高沢靖夫、鈴木紋吉、豊田博 不昧堂出版 1969
- 『講座現代のスポーツ科学 1 スポーツの科学的原理』朝比奈一男、水野忠文、岸野雄三 共編著 大修館書店 1977.4
- 『スポーツ医学』 石河利寛、松井秀治、朝比奈一男 杏林書院 1978.8
- 『スポーツの科学的原理』 水野忠文、朝比奈一男、岸野雄三 編著	大修館書店 1988.11
- 『選手とコーチのためのスポーツ生理学』 エドワード・L・フォックス 著 ; 朝比奈一男 監訳 ; 渡部和彦 訳 大修館書店 1999.1